# Церковь Бориса и Глеба в Затьмачье
Церковь Бориса и Глеба в Затьмачье — православный храм в центре Твери, в историческом районе Затьмачье. С 2013 года является подворьем Ниловой пустыни.

## История
Двухэтажный кирпичный храм на белокаменном цоколе был построен в 1760 году на средства прихожан. В нижнем этаже размещается тёплая церковь в честь Рождества Христова, в верхнем — во имя святых Бориса и Глеба, завершённая в 1771 году.
В советское время церковь была закрыта. В здании храма находились административно-технические службы научно-реставрационной мастерской. В 1972—1975 годах храм был отреставрирован. С 2013 года стал подворьем Нило-Столобенской пу́стыни.

## Архитектура
Борисоглебский храм — строение типа восьмерик на высоком двухсветном четверике, построенный в стиле позднего нарышкинского барокко. Церковь состоит из гранёной апсиды, собственно храма, трапезной и притвора, который служил основанием колокольни (уничтожена советскими властями).

## Галерея
- Вид с юга.
- Храм с юго-запада
- Отделка крыши и крест